# Apple Museum Praha
Apple Museum či Muzeum Apple v Praze je někdejší muzeum s expozicí věnovanou historii a vývoji výpočetní techniky americké značky Apple. Sídlilo v domě U Zlaté slámy v Karlově ulici na Starém Městě v Praze 1.

## Expozice
Muzeum bylo otevřeno v prosinci 2015 z iniciativy soukromého sběratele, který zůstal v anonymitě.
Počet kusů se odhaduje asi na 500 vystavených předmětů. Expozice zahrnovala téměř všechny počítače firmy Apple vyrobené od počátku značky i další technologické produkty Apple (iPod, iPad, IPhone atd.).
Některé exponáty se vztahují k životu zakladatele firmy, Steva Jobse.

V roce 2020 byl činnost muzea ukončena z důvodu pandemie covidu-19. 

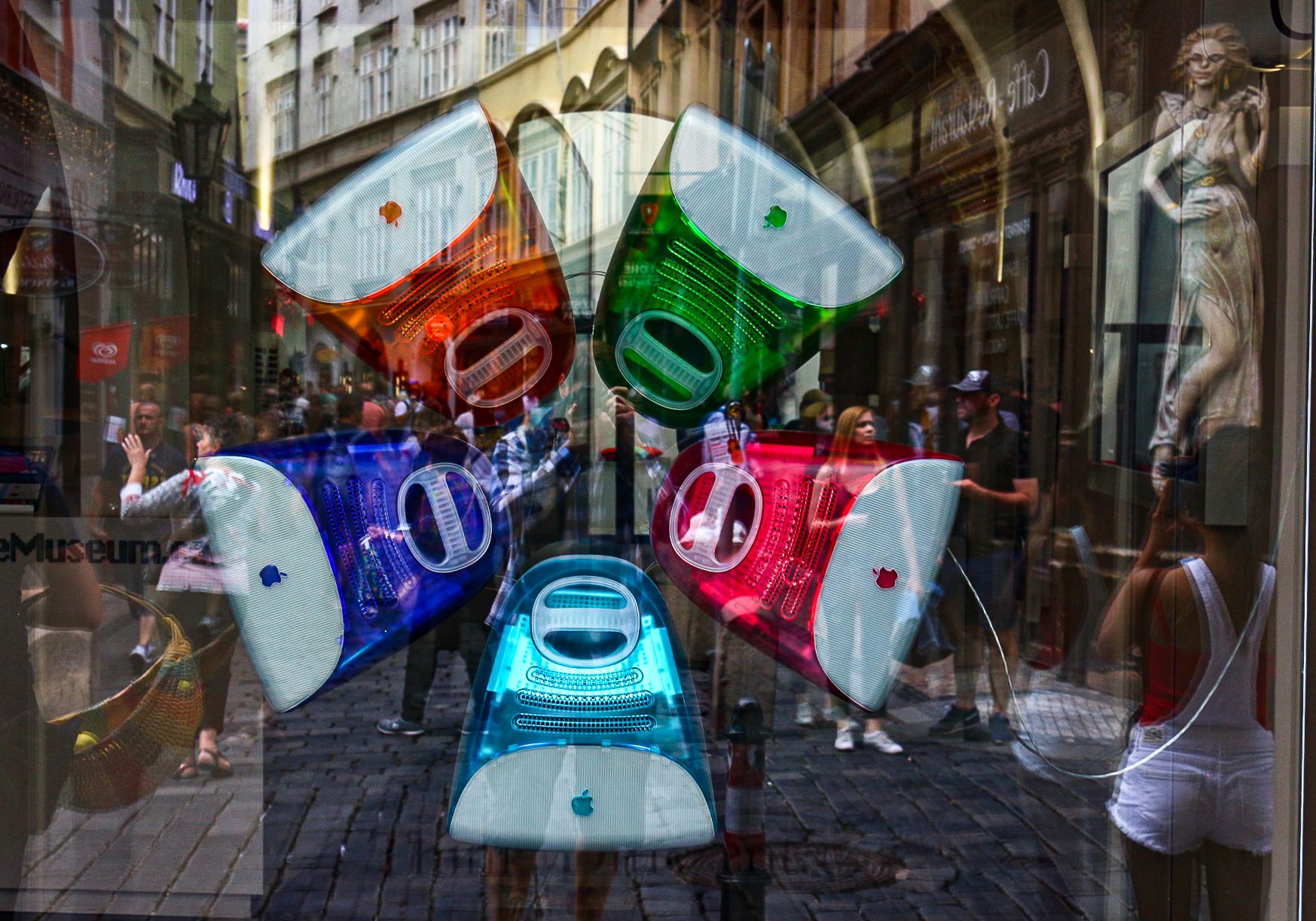
Výloha expozice muzea
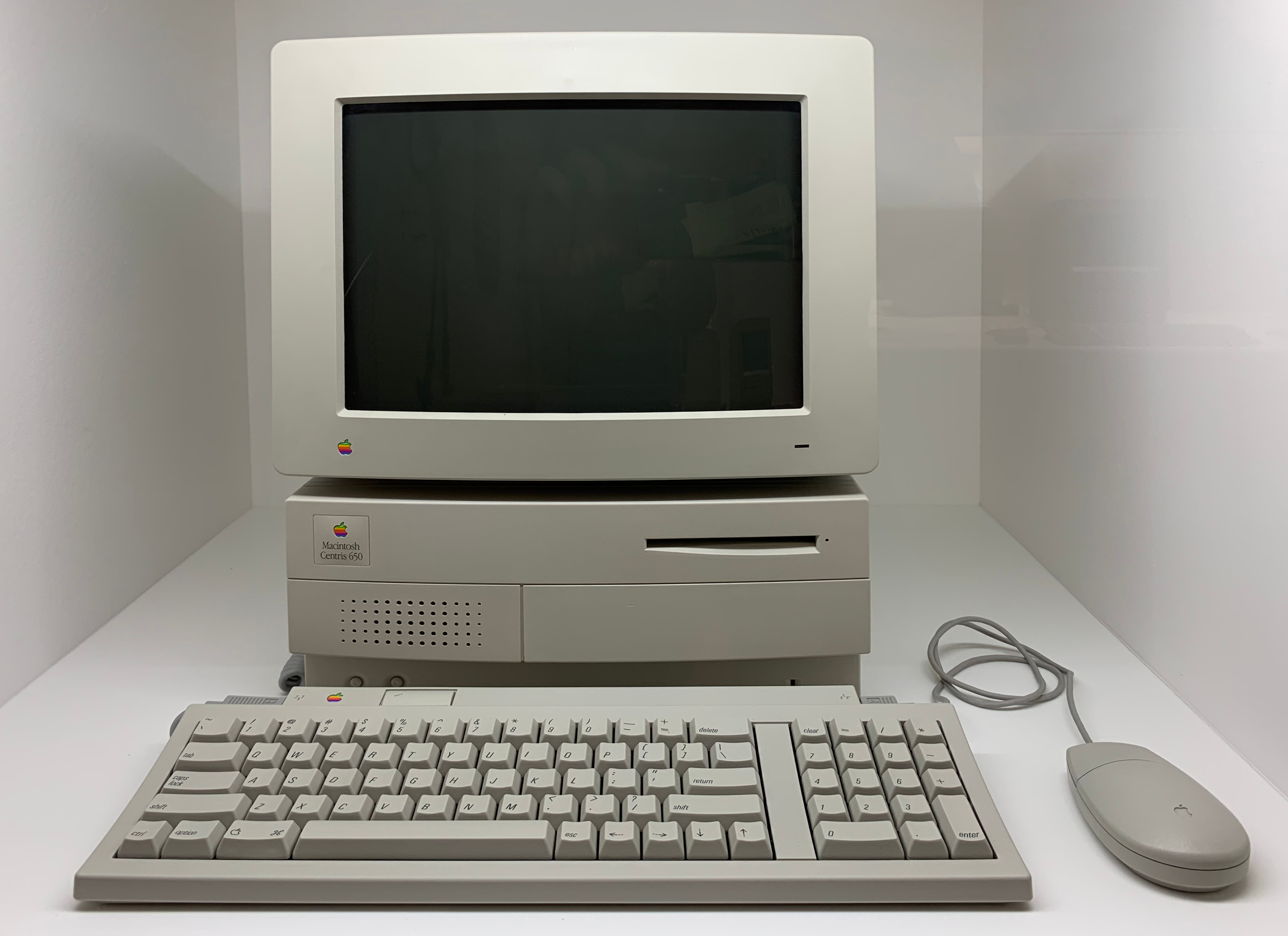
A Centris 650 (1993).
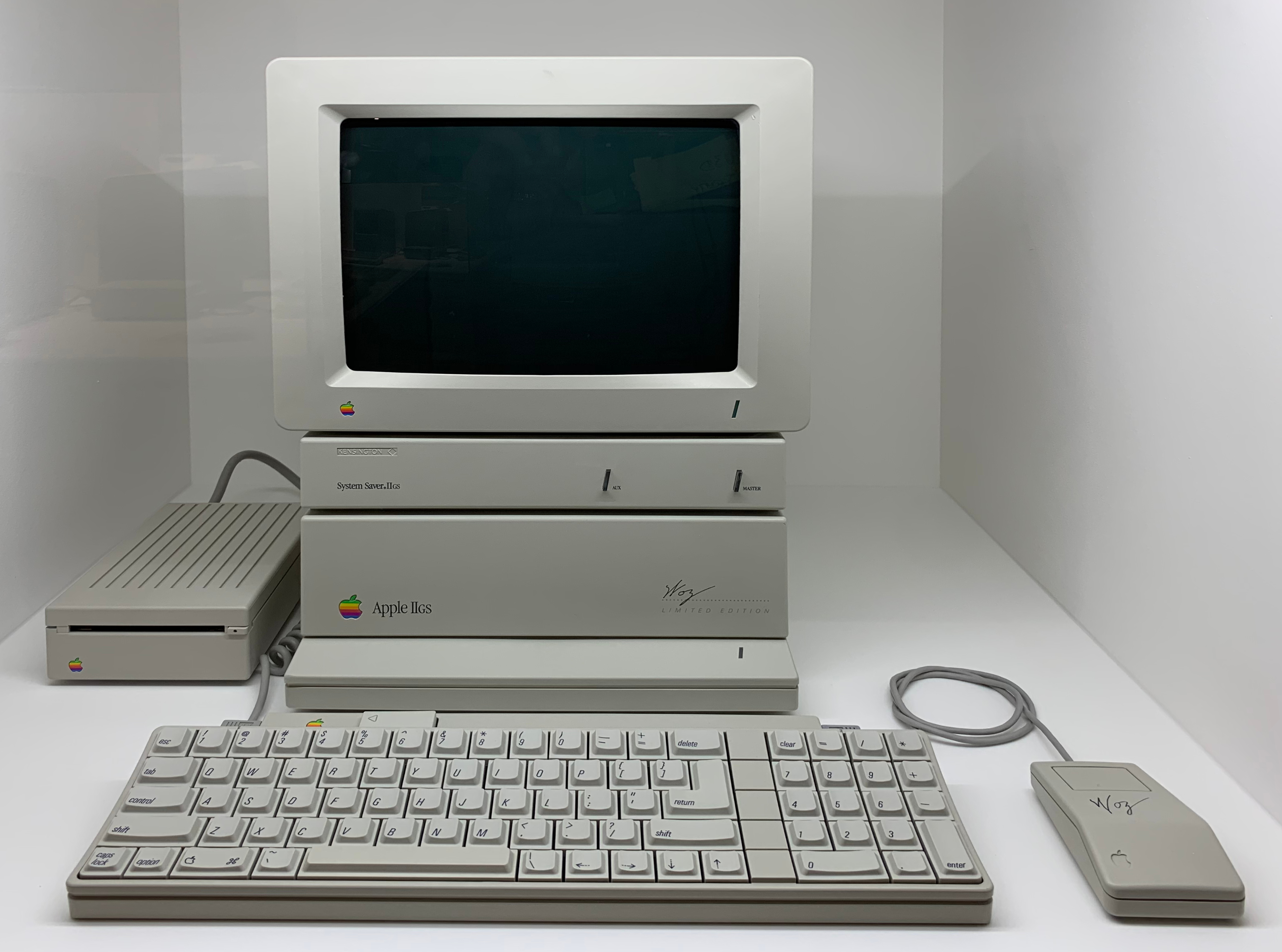
Apple IIGS Woz (1986).